# اومارز
اومارز یک منطقه مسکونی در ولایت پنجشیر کشور افغانستان است. این منطقه زادگاه معاون اول رئیس جمهور پیشین افغانستان، محمدقسیم فهیم است.